# Érico II, Duque de Brunsvique-Luneburgo
Érico II (Dassel, 10 de agosto de 1528 – Pavia, 17 de novembro de 1584) foi um Duque de Brunsvique-Luneburgo e governante do Principado de Calemberga, entre 1545 e 1584. Desde 1495, o Principado de Gotinga foi incorporado a Calemberga.
Ele era filho de Érico I e Isabel de Brandemburgo. Enquanto ele ainda era menor de idade, sua mãe atuou como regente e introduziu a Reforma em Calemberga, incluindo seus filhos na conversão. No entanto, em 1547, Érico II declarou a sua reconversão para o catolicismo romano, para o desgosto de sua mãe.

## Primeiro casamento
Eric casou-se, em 17 de maio de 1545, com Sidônia da Saxônia (1518-1575), que era dez anos mais velha do que ele. A cerimônia de casamento foi realizada em Hann. Munden sem a habitual pompa e circunstância.
Inicialmente, eles se gostaram. Érico tinha sido noivo de Inês de Hesse. Quando o casamento foi negociado na corte de Kassel, no entanto, ele já havia conhecido Sidônia. Ele gostou dela, e rompeu o noivado com Inês, para casar-se com Sidônia. O Landegrave Filipe de Hesse predisse: "Todos os tipos de coisas vão acontecer dentro deste casamento, depois que o mês dos beijos terminar."
Dois anos após o casamento, em 1547, o Duque Érico começou seu governo, e reconverteu-se à fé católica, após a Reforma ter sido introduzida em seu Ducado, em 1542. Apesar das rogatibas de seu marido, Sidônia manteve sua fé luterana. Eles tiveram problemas financeiros, o casamento permaneceu sem filhos e, logo, o seu relacionamento tomou um rumo muito infeliz.
Os confrontos culminaram na sua suspeita de que seu marido queria envenená-la. Um mercador genovês entrou em contato com o irmão de Sidônia, Augusto, no ano de 1555, e informou-lhe que o Duque Érico tinha lhe encomendado o veneno, sob o fundamento de que "Érico era um cristão e sua esposa seria Luterana, era melhor que uma mulher fosse destruída do que 20.000 pessoas."
Érico envolveu-se com uma moça, Catarina de Weldam, com quem passou a viver no Castelo de Calenberg, a partir de 1563 e tiveram dois filhos: Guilherme, Barão de Lysfelt (morto prematuramente em 1585) e Catarina, Baronesa de Lysfelt (1564-1606), que se casou secretamente com João André Doria, Príncipe de Melfi. Sidônia teve o acesso ao castelo recusado, que também foi baseado no fundamento de que ela tinha ameaçado: "se ela vier à minha casa, eu corto fora o nariz da vadia, e lhe furo um olho."

## Acusações de feitiçaria
Sidônia esteve, de 1564 em diante, praticamente em prisão domiciliar e ela protestou vigorosamente ao seu irmão e ao Imperador, que enviou conselhos que tentaram, sem sucesso, compromisso com o Duque Érico. Em 1564, Érico ficou muito doente e suspeitou que foi envenenado. Quatro mulheres suspeitas de bruxaria foram queimadas como bruxas, em Neustadt am Rübenberge. Em 1570, a mediação do Imperador, o Eleitor da Saxônia e Duque Júlio de Brunsvique-Volfembutel, resultou em uma solução de litígios entre Sidônia e seu marido, na qual Sodônia receberia o Castelo de Calemberga. Érico, no entanto, não cumpriu o acordo.
Em 30 de março de 1572, o Duque Érico reuniu alguns dos seus conselheiros, nobres e deputados das cidades de Hanôver e Hamelin, no Castelo de Landestrost, em Neustadt. Ele acusou Sidônia de feitiçaria e de atentado contra sua vida. Ele apresentou provas obtidas mediante tortura das quatro mulheres que ele tinha executado por bruxaria. Sidônia dirigiu-se ao Imperador Maximiliano II e pediu uma revisão. Ela secretamente deixou Calenberg e viajou para Viena. O imperador Maximiliano, então, decretou que a investigação deveria ser realizada na corte imperial. No entanto, ele remeteu o caso para os Duques Júlio de Brunsvique-Wolfenbüttel e Guilherme O Jovem.
Em 17 de dezembro de 1573, o caso foi apresentado em Halberstadt, para a corte e um grande público. Todas as testemunhas retrataram seus depoimentos contra Sidônia e, em 1 de janeiro de 1574, a Duquesa foi absolvida de todas as acusações.

## O Mosteiro de Weissenfels
De Viena, Sidônia viajou para Dresda, em outubro de 1572, até seu irmão e a esposa dele. Ao invés do Castelo de Calenberg e a prata que o Duque Érico tinha retido dela, ela recebeu, depois de vários acordos, uma indenização e uma pensão vitalícia. O Eleitor Augusto deu a ela o Mosteiro das Clarissas, em Weissenfels, com todos os rendimentos e juros. Sidônia viveu lá até sua morte, em 1575.
Devido à resistência de Sidônia, o Duque Júlio de Brunsvique não teve êxito em resolver amigavelmente a acusação de Érico contra Sidônia. Em 1573, Sidônia escreveu ao Duque Júlio: O Duque Érico está dificultando, porque ele vomitou as acusações, tirando, como falamos, não as roupas, mas a honra, que é o maior e mais precioso tesouro que uma mulher pobre possui neste mundo..

## Segundo casamento
Em 1575, ele casou-se com Doroteia de Lorena (1545-1621), filha da Princesa Cristina da Dinamarca e de Francisco I, Duque de Lorena.
Nenhum casamento produziu descendência legítima e, em sua morte, Calemberga foi remetida ao Duque Júlio, que era Príncipe de Volfembutel.

## Ascendência
|  |                                                                     |  |  |  |  |  |  |  |  |  |  |  |  |
|  | 8. Guilherme, O Vitorioso, Duque de Brunsvique-Luneburgo            |  |  |  |  |  |  |  |  |  |  |  |  |
|  |                                                                     |  |  |  |  |  |  |  |  |  |  |  |  |
|  |                                                                     |  |  |  |  |  |  |  |  |  |  |  |  |
|  | 4. Guilherme IV, Duque de Brunsvique-Luneburgo                      |  |  |  |  |  |  |  |  |  |  |  |  |
|  |                                                                     |  |  |  |  |  |  |  |  |  |  |  |  |
|  |                                                                     |  |  |  |  |  |  |  |  |  |  |  |  |
|  | 9. Cecília de Brandemburgo                                          |  |  |  |  |  |  |  |  |  |  |  |  |
|  |                                                                     |  |  |  |  |  |  |  |  |  |  |  |  |
|  |                                                                     |  |  |  |  |  |  |  |  |  |  |  |  |
|  | 2. Érico I, Duque de Brunsvique-Luneburgo                           |  |  |  |  |  |  |  |  |  |  |  |  |
|  |                                                                     |  |  |  |  |  |  |  |  |  |  |  |  |
|  |                                                                     |  |  |  |  |  |  |  |  |  |  |  |  |
|  | 10. Bodo VII, Conde de Stolberg-Wernigerode                         |  |  |  |  |  |  |  |  |  |  |  |  |
|  |                                                                     |  |  |  |  |  |  |  |  |  |  |  |  |
|  |                                                                     |  |  |  |  |  |  |  |  |  |  |  |  |
|  | 5. Isabel de Stolberg-Wernigerode                                   |  |  |  |  |  |  |  |  |  |  |  |  |
|  |                                                                     |  |  |  |  |  |  |  |  |  |  |  |  |
|  |                                                                     |  |  |  |  |  |  |  |  |  |  |  |  |
|  | 11. Ana de Schwarzburg                                              |  |  |  |  |  |  |  |  |  |  |  |  |
|  |                                                                     |  |  |  |  |  |  |  |  |  |  |  |  |
|  |                                                                     |  |  |  |  |  |  |  |  |  |  |  |  |
|  | 1. Érico II, Duque de Brunsvique-Luneburgo                          |  |  |  |  |  |  |  |  |  |  |  |  |
|  |                                                                     |  |  |  |  |  |  |  |  |  |  |  |  |
|  |                                                                     |  |  |  |  |  |  |  |  |  |  |  |  |
|  | 12. João Cícero, Príncipe-Eleitor de Brandemburgo                   |  |  |  |  |  |  |  |  |  |  |  |  |
|  |                                                                     |  |  |  |  |  |  |  |  |  |  |  |  |
|  |                                                                     |  |  |  |  |  |  |  |  |  |  |  |  |
|  | 6. Joaquim I de Brandemburgo                                        |  |  |  |  |  |  |  |  |  |  |  |  |
|  |                                                                     |  |  |  |  |  |  |  |  |  |  |  |  |
|  |                                                                     |  |  |  |  |  |  |  |  |  |  |  |  |
|  | 13. Margarida da Turíngia                                           |  |  |  |  |  |  |  |  |  |  |  |  |
|  |                                                                     |  |  |  |  |  |  |  |  |  |  |  |  |
|  |                                                                     |  |  |  |  |  |  |  |  |  |  |  |  |
|  | 3. Isabel de Brandemburgo, Duquesa de Brunsvique-Calemberga-Gotinga |  |  |  |  |  |  |  |  |  |  |  |  |
|  |                                                                     |  |  |  |  |  |  |  |  |  |  |  |  |
|  |                                                                     |  |  |  |  |  |  |  |  |  |  |  |  |
|  | 14.João da Dinamarca                                                |  |  |  |  |  |  |  |  |  |  |  |  |
|  |                                                                     |  |  |  |  |  |  |  |  |  |  |  |  |
|  |                                                                     |  |  |  |  |  |  |  |  |  |  |  |  |
|  | 7. Isabel da Dinamarca                                              |  |  |  |  |  |  |  |  |  |  |  |  |
|  |                                                                     |  |  |  |  |  |  |  |  |  |  |  |  |
|  |                                                                     |  |  |  |  |  |  |  |  |  |  |  |  |
|  | 15. Cristina da Saxônia                                             |  |  |  |  |  |  |  |  |  |  |  |  |
|  |                                                                     |  |  |  |  |  |  |  |  |  |  |  |  |
|  |                                                                     |  |  |  |  |  |  |  |  |  |  |  |  |